# Dołna Mitropolija (gmina)
Dołna Mitropolija (bułg.: Община Долна Митрополия)  − gmina w północnej Bułgarii, w obwodzie Plewen.

## Miejscowości
Miejscowości wchodzące w skład gminy Dołna Mitropolija:
- Bajkał (bułg.: Байкал),
- Biwołare (bułg.: Биволаре),
- Bożurica (bułg.: Божурица),
- Bregare (bułg.: Брегаре),
- Dołna Mitropolija (bułg.: Долна Митрополия) - stolica gminy,
- Gorna Mitropolija (bułg.: Горна Митрополия),
- Gostilja (bułg.: Гостиля),
- Komarewo (bułg.: Комарево),
- Kruszowene (bułg.: Крушовене),
- Orechowica (bułg.: Ореховица),
- Pobeda (bułg.: Победа),
- Podem (bułg.: Подем),
- Riben (bułg.: Рибен),
- Sławowica (bułg.: Славовица),
- Stawerci (bułg.: Ставерци),
- Trystenik (bułg.: Тръстеник).